# سیاهرگ تهیگاهی درونی
سیاهرگ تهیگاهی درونی (انگلیسی: Internal iliac vein) یا سیاهرگ زیرشکمی (hypogastric vein) در نزدیکی بخش بالایی سوراخ بزرگ سیاتیک آغاز می‌شود، به سوی بالا به پشت سرخرگ تهیگاهی درونی حرکت می‌کند و در لبه لگن خاصره به سیاهرگ تهیگاهی بیرونی می‌پیوندد تا با هم سیاهرگ تهیگاهی مشترک را تشکیل دهند.